# 郭荣起
郭荣起（1917年2月6日—1999年），祖籍山西太原，天津人，著名相声表演艺术家。曾任中国曲艺家协会会员、天津市曲艺家协会理事、天津市相声艺术研究会顾问、天津市艺术家企业家联谊会理事。

## 相声作品
- 《打牌论》
- 《拉洋片》
- 《杂学唱》
- 《学洋戏》
- 《学梆子》
- 《学坠子》
- 《卖布头》
- 《绕口令》
- 《豆腐房》
- 《交租子》
- 《杠刀子》
- 《古董王》
- 《抡弦子》
- 《怯进京》
- 《扒马褂》
- 《八大改行》
- 《婚姻与迷信》

## 著作
- 《天津演唱》
- 《我的学艺经过》
- 《谈相声表演的‘帅、快、卖、怪’》
- 《天津文史资料》
- 《中国曲艺论集》

| 从师   | 辈分 | 收徒                                           |
| 马德禄 | 寿   | 常宝霆、郭宝明、杜三宝、杨少华、谢天顺、张宝如 |